# Aquilegia pubescens
Aquilegia pubescens är en ranunkelväxtart som beskrevs av Frederick Vernon Coville. Aquilegia pubescens ingår i släktet aklejor, och familjen ranunkelväxter. Inga underarter finns listade i Catalogue of Life.

## Bildgalleri

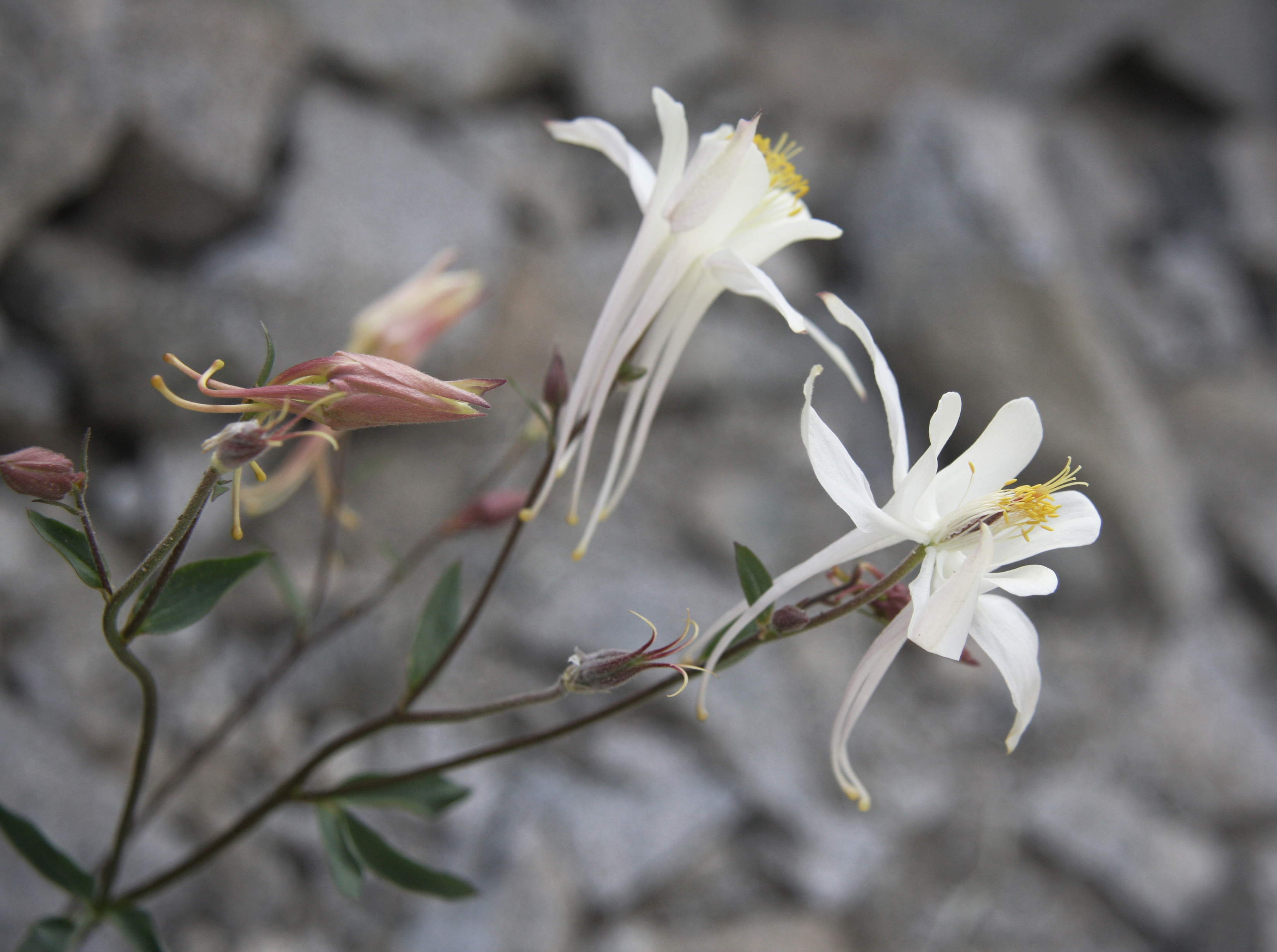
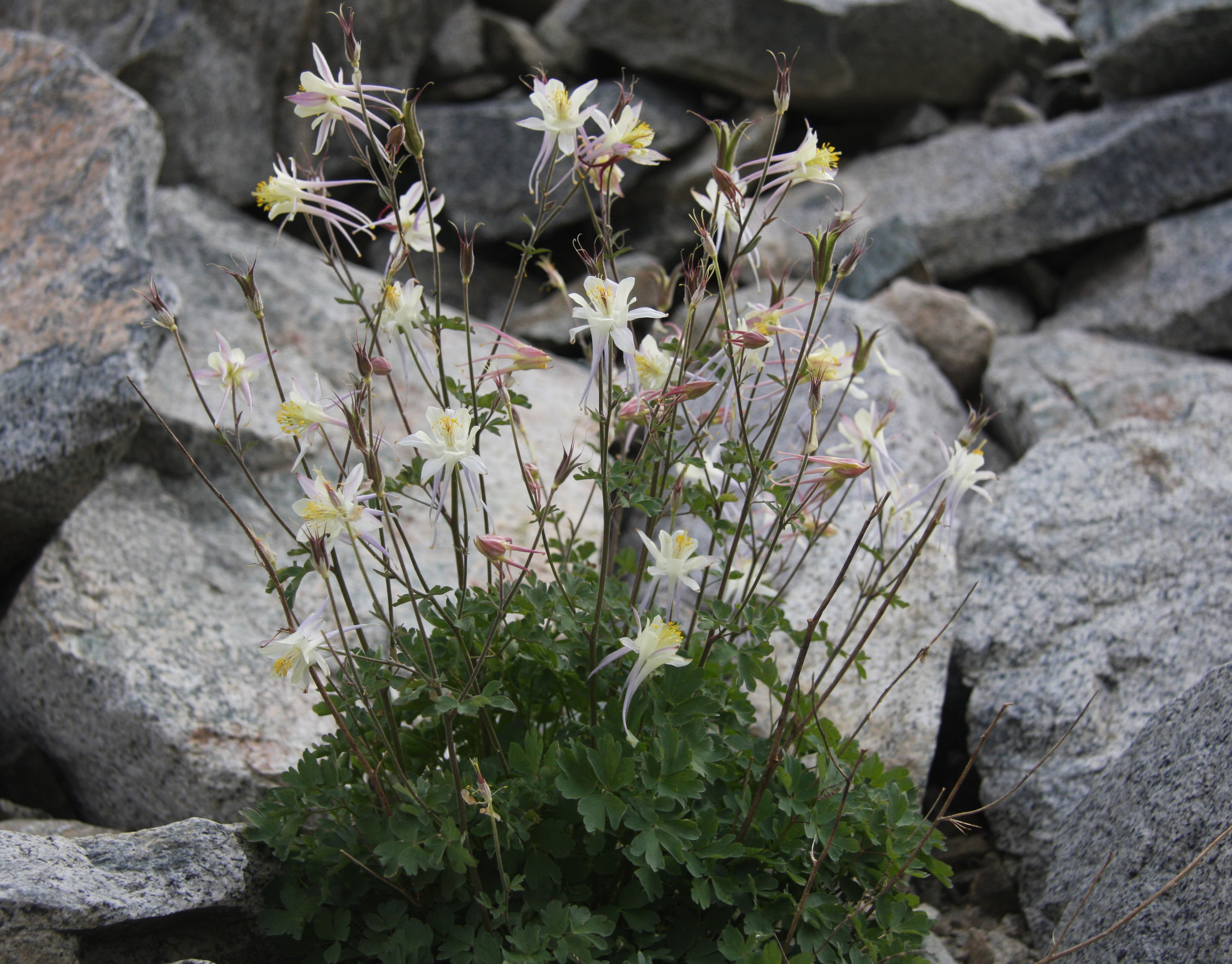
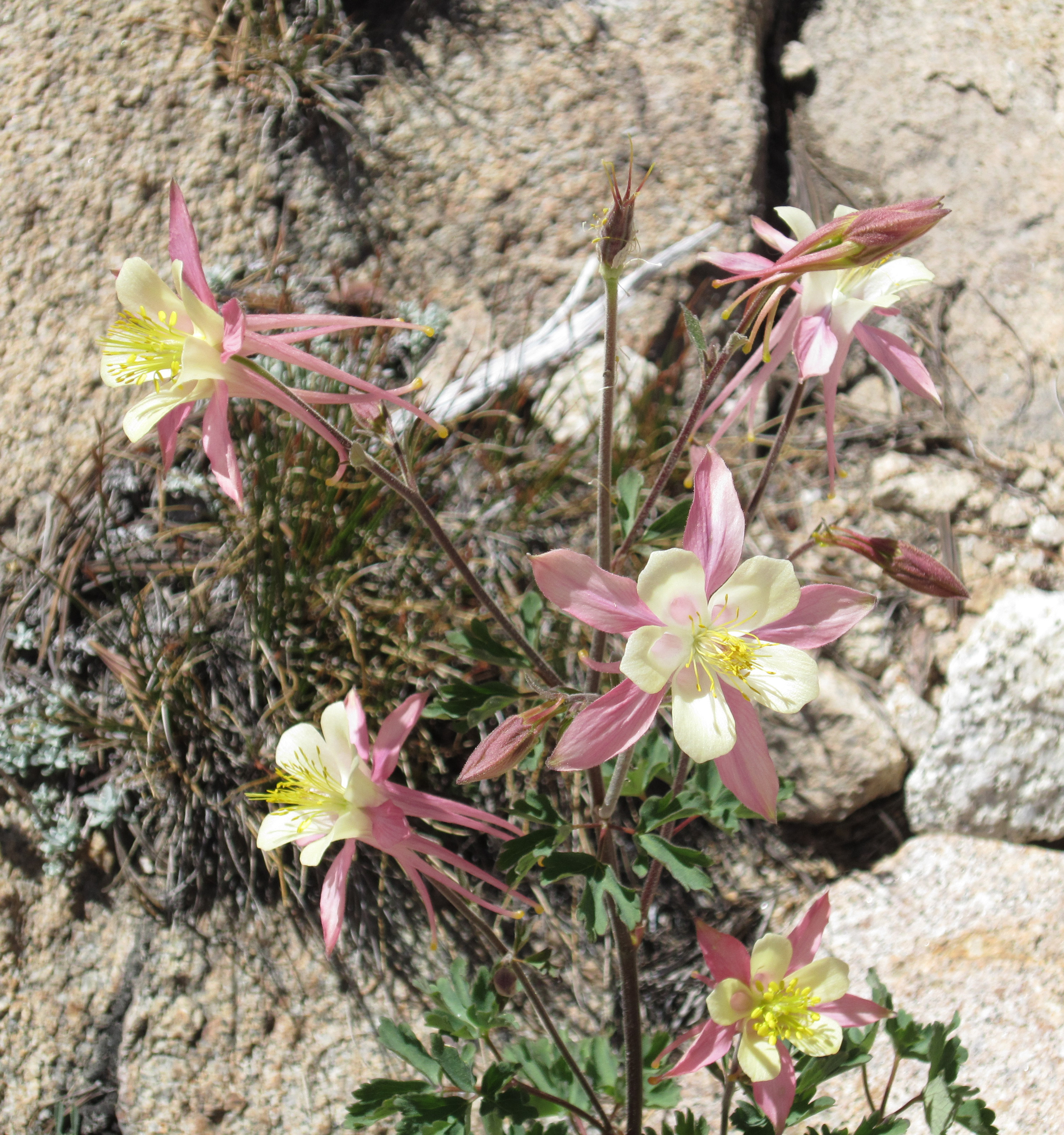
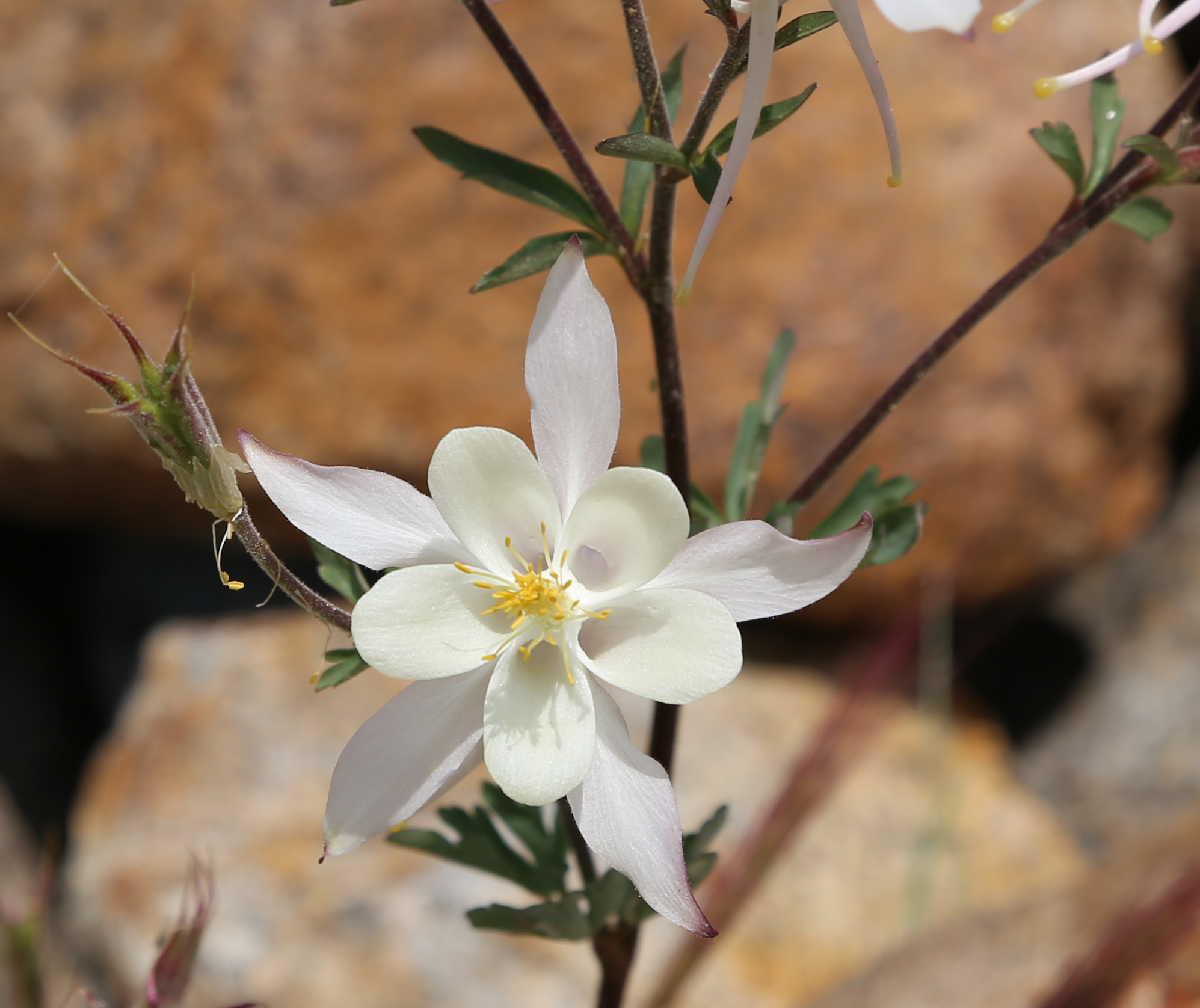